# Bronnenkerk (Erfurt)
De Bronnenkerk (Duits: Brunnenkirche) is een oorspronkelijk romaans kerkgebouw in het stadscentrum van Erfurt, Thüringen.

## Geschiedenis
De naam van de kerk heeft betrekking op een aan de heidense godin Silvia gewijde bron die hier in voorchristelijke tijd lag. Over deze bron werd tussen de romaanse fundamenten het koor van de kerk gebouwd. De bron werd pas in 1957 gevuld.
De Bronnenkerk, waarvan de toren tot aan de dakrand werd afgebroken, stamt uit 1253 en werd zowel in 1701 als in 1954 gerestaureerd.
Het kerkgebouw wordt tegenwoordig als oratorium en seminarium door de katholiek-theologische faculteit van de Universiteit van Erfurt gebruikt.